# 大智门火车站
大智门火车站，曾称汉口站或京汉火车站，所在站场曾称汉口车站汉口场，位于湖北省武汉市江岸区京汉大道与车站路交汇处，站场中心位于京广铁路K1190+450处。车站于1902年6月建成投入使用，1991年10月1日新汉口站建成通车后停止运营并改为乘降所，1996年后随京广附属线废线拆除而拆除站台。其为中国第一条长距离准轨铁路——京汉铁路最南端的大型车站。其中，车站站房为中国早期建成并保存至今的著名火车站建筑之一。

## 历史

早期使用临时站舍营业的车站

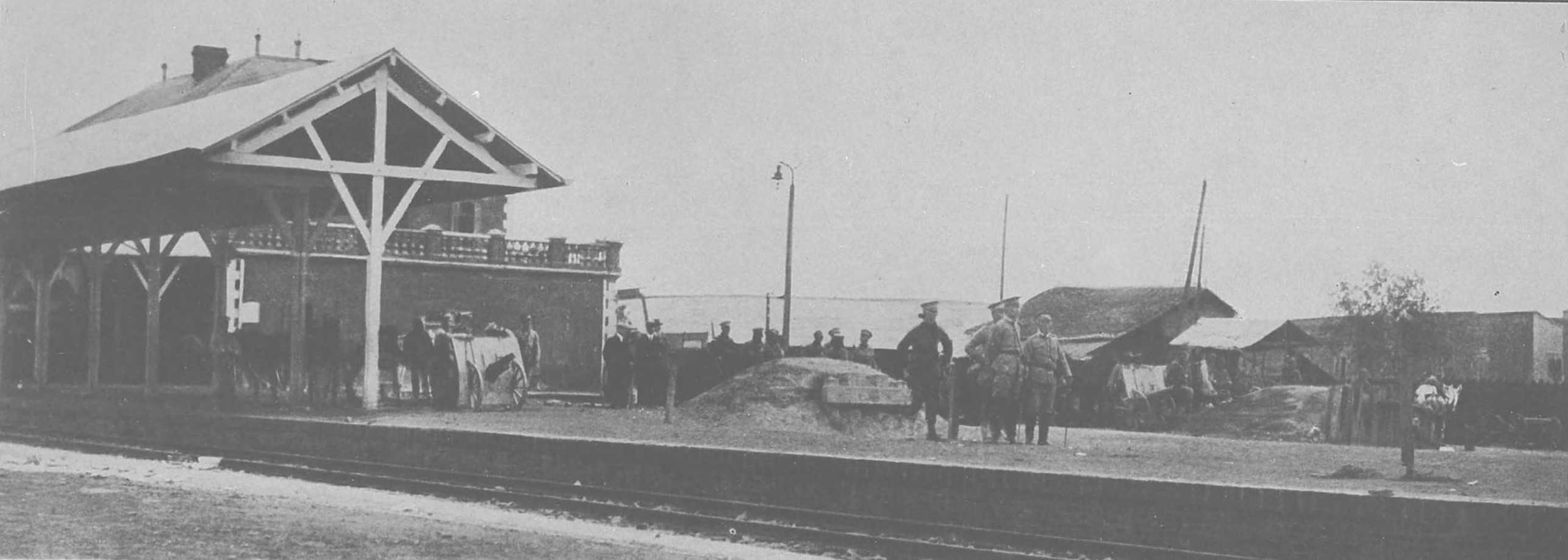
阳夏战争期间，革命军占领大智门车站，可见初代站房及风雨棚

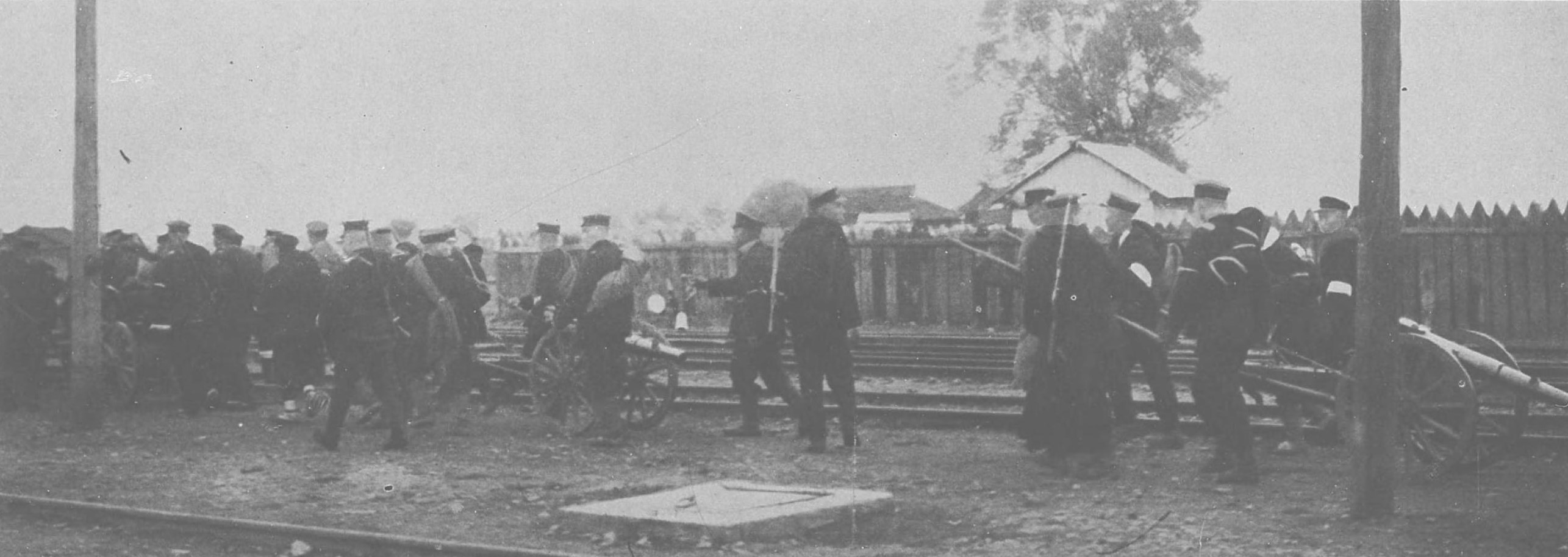
阳夏战争期间的车站南头，可见初建时的4条货物线

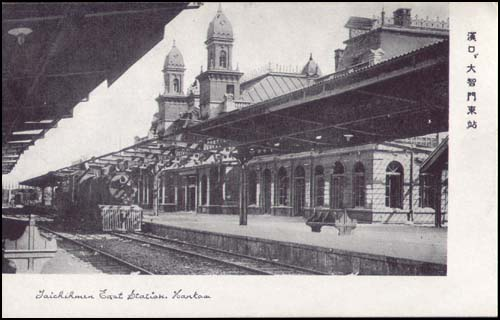
日军占领汉口后，明信片上的大智门火车站，可见被损毁的站台雨棚以及机车设备

### 初建
早在1897年京汉铁路初步规划之时，本站就在计划当中，但直至1899年1月，车站方才动工，1902年6月建成，时名“汉口大智门站”，站房由法国工程师设计。始建时为一单体二层法国式小楼。建站初期，站内有股道3条，站台2座及风雨棚1座。
汉口五国租界中，大智门火车站离法租界最近:54，法租界也多次试图将大智门火车站纳入其管辖范围，曾一度跨界修筑一条名为“玛领事街”（法語：Areue de Marcilly）的道路连通法租界与大智门火车站，并于道路两侧50米范围内征税和派出巡捕，引发与清政府的纠纷。
1905年11月12日，黄河铁桥落庆，芦汉铁路全通，清政府王公贵胄及有司官员自京师乘车前往汉口游览。1909年，清政府收回铁路路权。

### 近代历史发展中的车站
1911年辛亥革命后的阳夏战争期间，一如江岸站的命运，该车站亦在革命军及清军间几度易手。10月28日，冯国璋率军夺回车站。11月5日，冯国璋在站舍设置司令部，民军数次进攻皆失败，在此期间按车站受损严重。战后，初代站舍拆除，直到1914年才重新修复，此即为存在至今的二代站舍。1913年，重新修建2座站台及雨棚，并且修建了联络两座站台的地下通道。1914年，股道拓展为7条：正线1条、到发线2条、货物线2条、存车线2条。此外，在车站东北还有1条法租界线路以及通往三阳路的三阳路支线。1918年，交通部指定本站为中日联运站进行水陆联运。1921年，京汉铁路与粤汉铁路湘鄂段开通旅客轮渡联运。1923年二七大罢工期间，2月5日汉口督军张厚生以旅客需要回家过年为由，逼迫车站发售车票。随后，京汉铁路工会江岸分工会委员长林祥谦来到车站向旅客及汉口社会各界宣传罢工之正当性。1926年，改属平汉铁路管理局汉口办事处。
1931年8月武汉遭遇洪水之时，此车站也被部分淹没，3日晨，单洞门附近路基被冲毁，滠口至玉带门间停运。由于铁路路基较高，灾民纷纷在站台及铁路车辆内避难。9月5日方得以通车。1932年，在车站北头修建天桥一座。
1938年10月25日，日军占领汉口；次26日午，车站被日军第二野战铁道队、铁道第三联队占领。受战争影响，车站雨棚损毁严重，站内停靠之机车亦受损严重。1945年9月，日本投降，武汉区铁路管理局接管车站，但此时，车站号志、雨棚全毁，仓库毁坏一半。11月1日，汉口至郑州间恢复通车，在本站举行了通车仪式。1946年，又改交平汉区铁路管理局。1948年，车站西南侧的循礼门站并入该站。1949年，解放军攻下汉口，并由江岸站工人带队乘坐轨道车沿铁路进入汉口市区。同年，车站划归郑州铁路管理局汉口铁路分局。

### 武汉枢纽建设期[註 2]

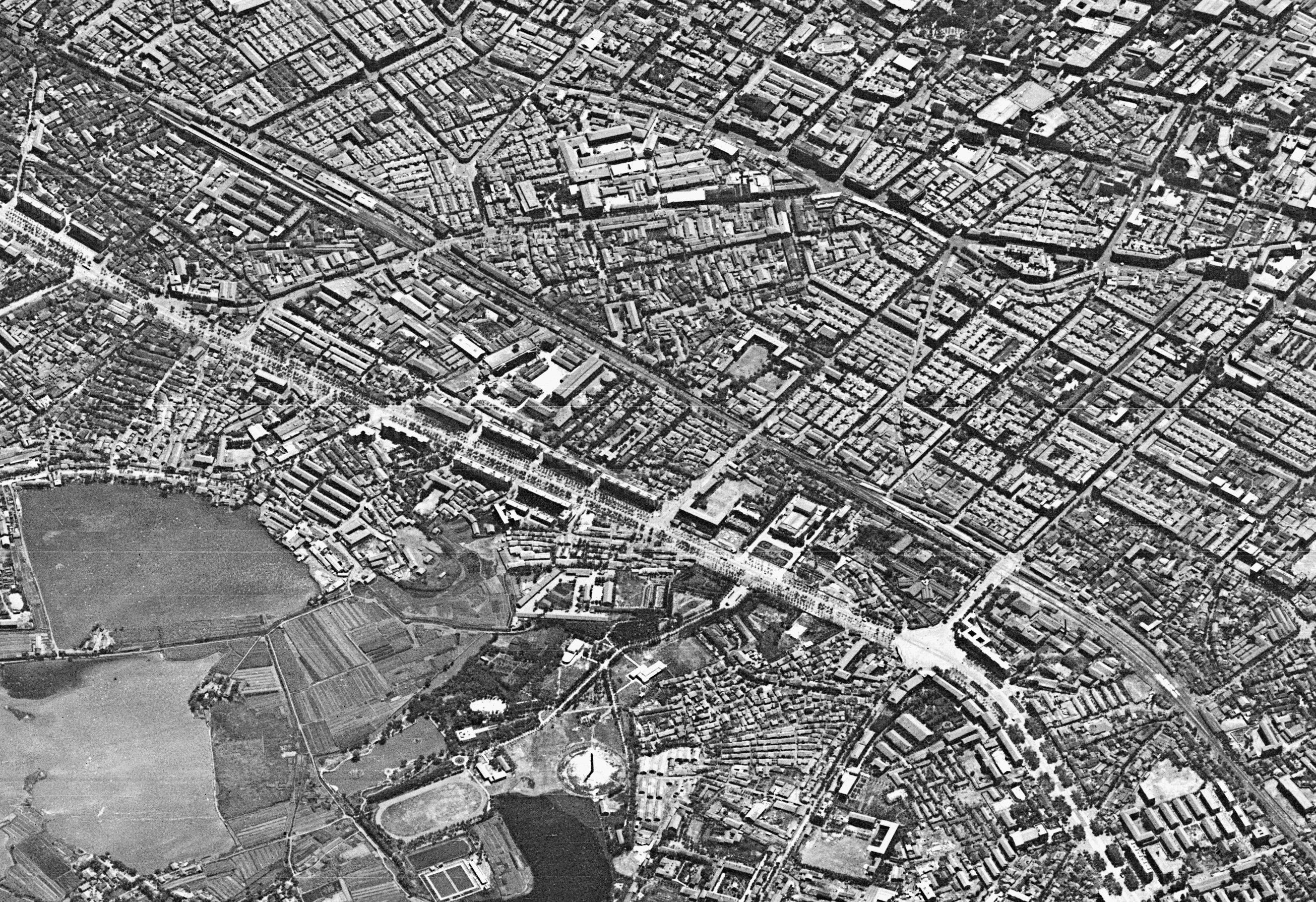
美国利用日冕计划所拍摄的汉口场与循礼门场及附近区域全图（1967年）

1950年8月1日，车站更名为汉口车站:42，原大智门站称“汉口车站汉口场”或“汉口场”，原循礼门站成为车站货场，称“汉口车站循礼门货场”或“循礼门场”。1957年，扩建候车室，将三阳路码头移交港务局后废除三阳路支线，并利用卸下来的枕木及轨条在车站客场货场间的正线旁修建复线。同年，长江大桥通车，因车站设施过小，此后旅客列车的终到始发逐渐交由武昌站承担。1958年10月，车站与武汉港、湖北省内航运局、湖北省公路局、湖北省装卸组成联运办公室，开展铁路、公路、水路间联运工作。
1960年，车站与江岸站间改用半自动闭塞。1961年，车站仅供水陆联运换装。1983年，由于客运编组扩大，车站客场随之扩建，拆除北端天桥及一条存车线，延长三条到发线。至1991年车站搬迁前，客场有到发线3条，存车线1条，使用面积达7388平方米。

### 汉口站搬迁与站场拆除
1991年10月1日，新的汉口火车站建成后，循礼门货场升格为四等站循礼门车站，车站客场除一座站台改为乘降所外，其余设施停止使用。尔后，站舍曾经开过家具城、娱乐城。1996年，京广附属线废线拆除，车站设施完全停用。
2001年，车站旧候车厅被列为全国重点文物保护单位。2004年，武汉城投集团用3个月时间对大智门火车站进行整修，从建筑结构、外墙、门窗样式方面基本恢复了其历史风貌。同年，在车站后面的旧京广附属线原址上建设的武汉地铁1号线投入运营。
现在使用权转移给武汉地铁集团后，曾考虑过作为博物馆使用，但实际上被租给中森华集团作为办公室使用。

## 站线配置
| 线路编号 | 用途 | 有效长 （米） | 换算车容量 （辆） | 换算车容量 （辆） | 最大换算车容量 （辆） | 最大换算车容量 （辆） | 备注   |
| 线路编号 | 用途 | 有效长 （米） | 按11米            | 按14.3米          | 按11米                | 按14.5米              | 备注   |
| -------- | ---- | ------------- | ----------------- | ----------------- | --------------------- | --------------------- | ------ |
| 1        | 到发 | 624           | 52.0              | 40.0              | 56.7                  | 43.6                  |        |
|          | 正线 | 560           | 46.1              | 35.5              | 50.9                  | 39.1                  |        |
| 3        | 到发 | 560           | 46.1              | 35.5              | 50.9                  | 39.1                  |        |
| 4        | 客停 | 93            | 8.4               | 6.5               | 8.4                   | 6.5                   | 尽头线 |

| 线路编号 | 长度（米） | 长度（米） | 长度（米） | 备注                                                         |
| 线路编号 | 1914       | 1933       | 1983       | 备注                                                         |
| -------- | ---------- | ---------- | ---------- | ------------------------------------------------------------ |
| 1        | 407        | 407        | 624        |                                                              |
|          | 733        | 733        | 560        | 正线                                                         |
| 3        | 263        | 263        | 560        |                                                              |
| 4        | 80         | 80         | 93         | 存车线                                                       |
| 5        | 114        | 114        | 废除       | 1933年前为存车线，并有一条股道与正线相接。1933年后为货物线。 |
| 6        | 156        | 废除       | 废除       | 货物装卸线                                                   |
| 7        | 240        | 废除       | 废除       | 货物装卸线                                                   |

## 建筑概述
大智门火车站站房是汉口新古典主义建筑的范例之一，由比利时贷款，法国工程师设计。按照西方铁路车站的设施设置，设计者模仿了德国巴伐利亚的中世纪城堡和碉楼；在建筑外观造型上，体现了西式新古典的风格，其主体结构为方形大棚，建筑平面呈横亚字形，候车室内部有高大的拱起的穹顶，中部突出。立面造型为中部和两端突出，五个屋顶。中部四角各修筑有高20米的塔堡，顶部包有深绿色金属。（文化大革命时期火车站建筑曾被重新粉刷，但后来又恢复了深绿色格调，墙面刷成浅灰色。）顶棚中间拱起，四个立面为圆拱形，四面都各有一个半圆形采光大窗。堡顶为铁铸，呈流线方锥形。墙面、窗、檐等部位以线条和几何图形雕塑装饰。
大棚的四个角落都各有一座塔楼正面是半圆形拱门，前面有一个自鸣钟，拱门上方有一只青铜的飞鹰雕塑。车站建筑拥有五个屋面，中央部分较高，其两侧略低，两端则稍高。屋面设计上无出檐，并在檐周围设置了栏杆式的女儿墙。主出入口由并排的三洞六扇门组成，位于大厅的正中。建筑内部中心是坐东朝西的一层候车大厅，高10米，两侧则为二层平房，总占地面积超过800平方米，楼上用于办公，楼下则为售票和候车区域。大智门火车站建成时是亚洲最现代化和最壮观的火车站之一。

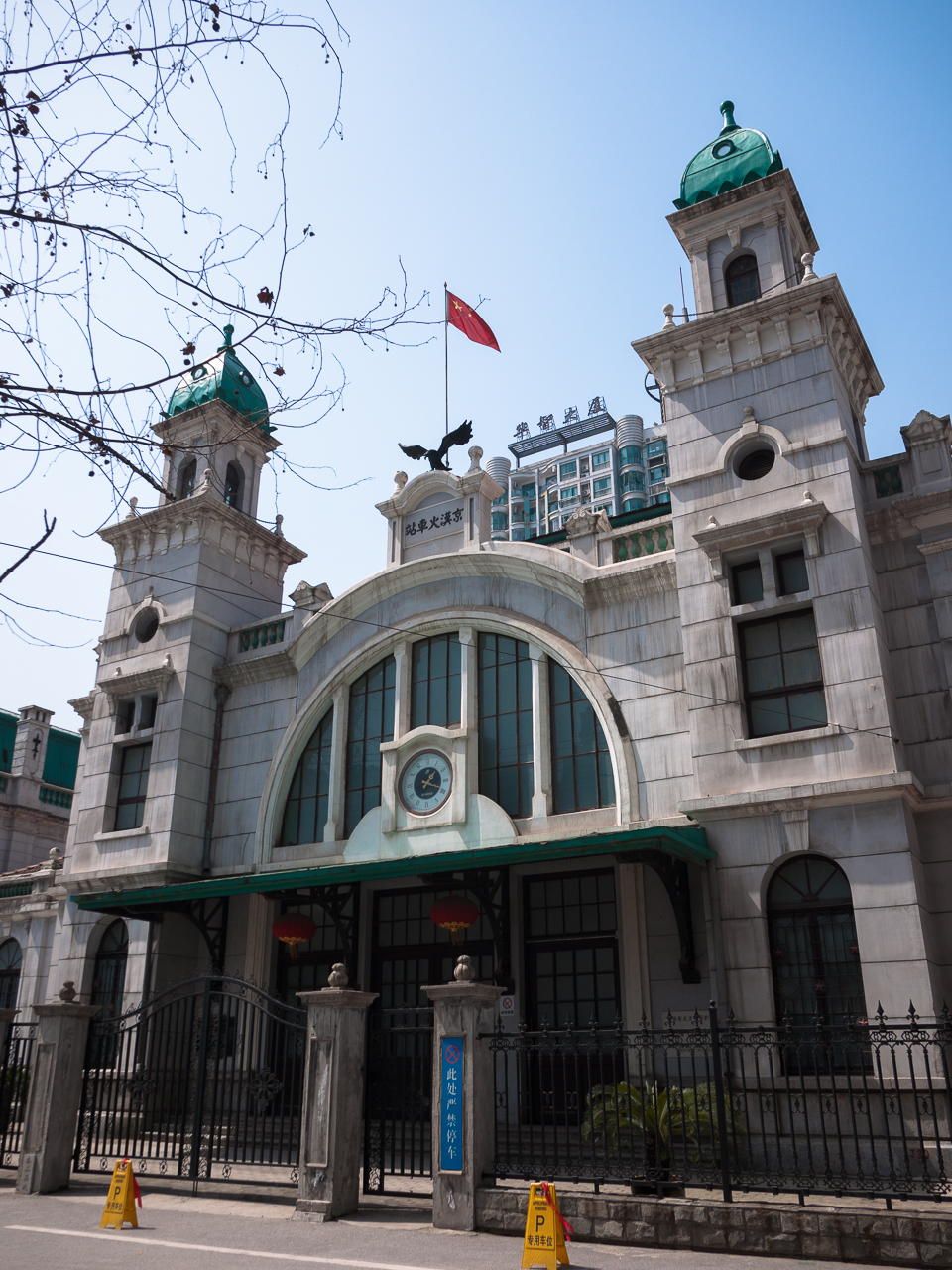
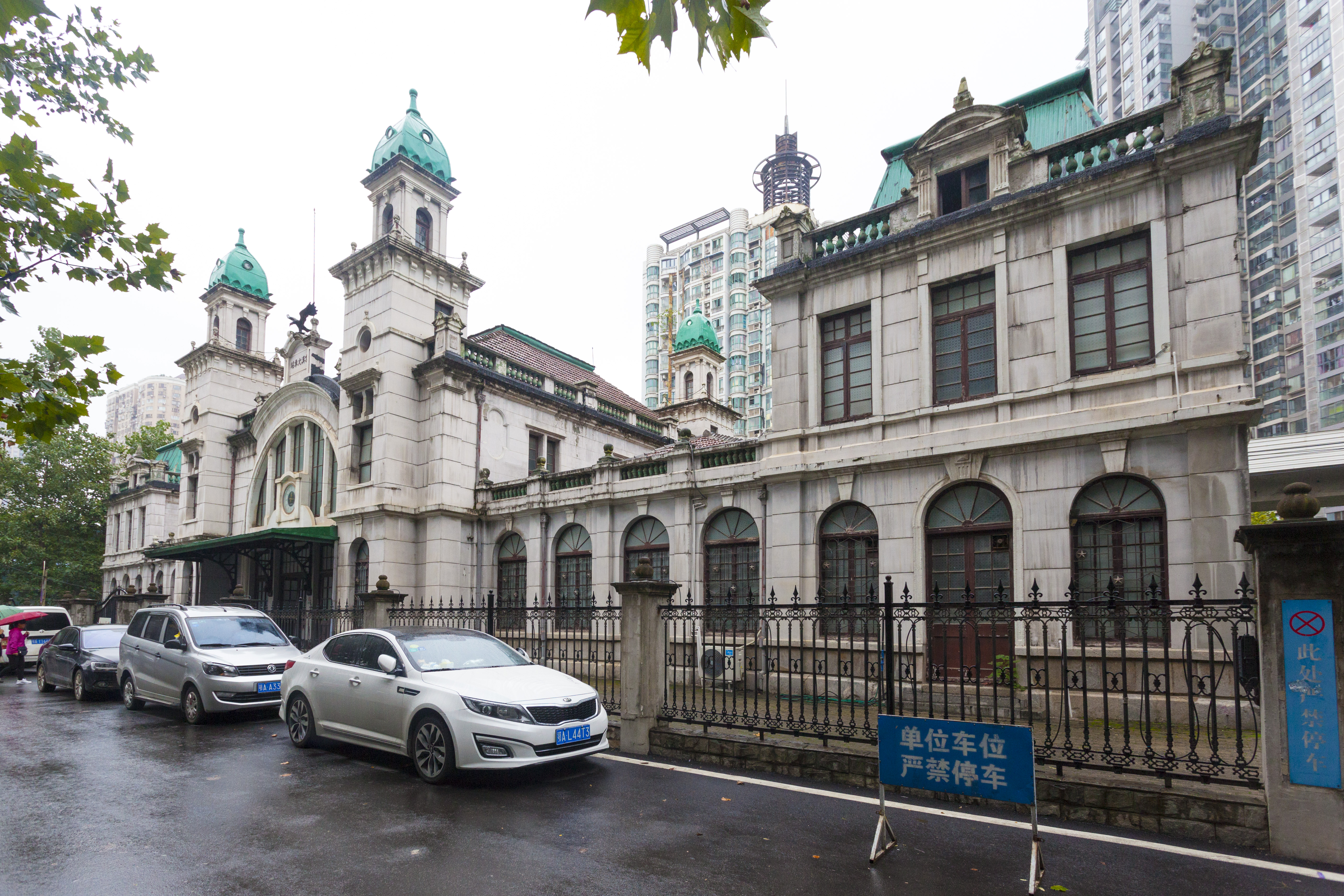
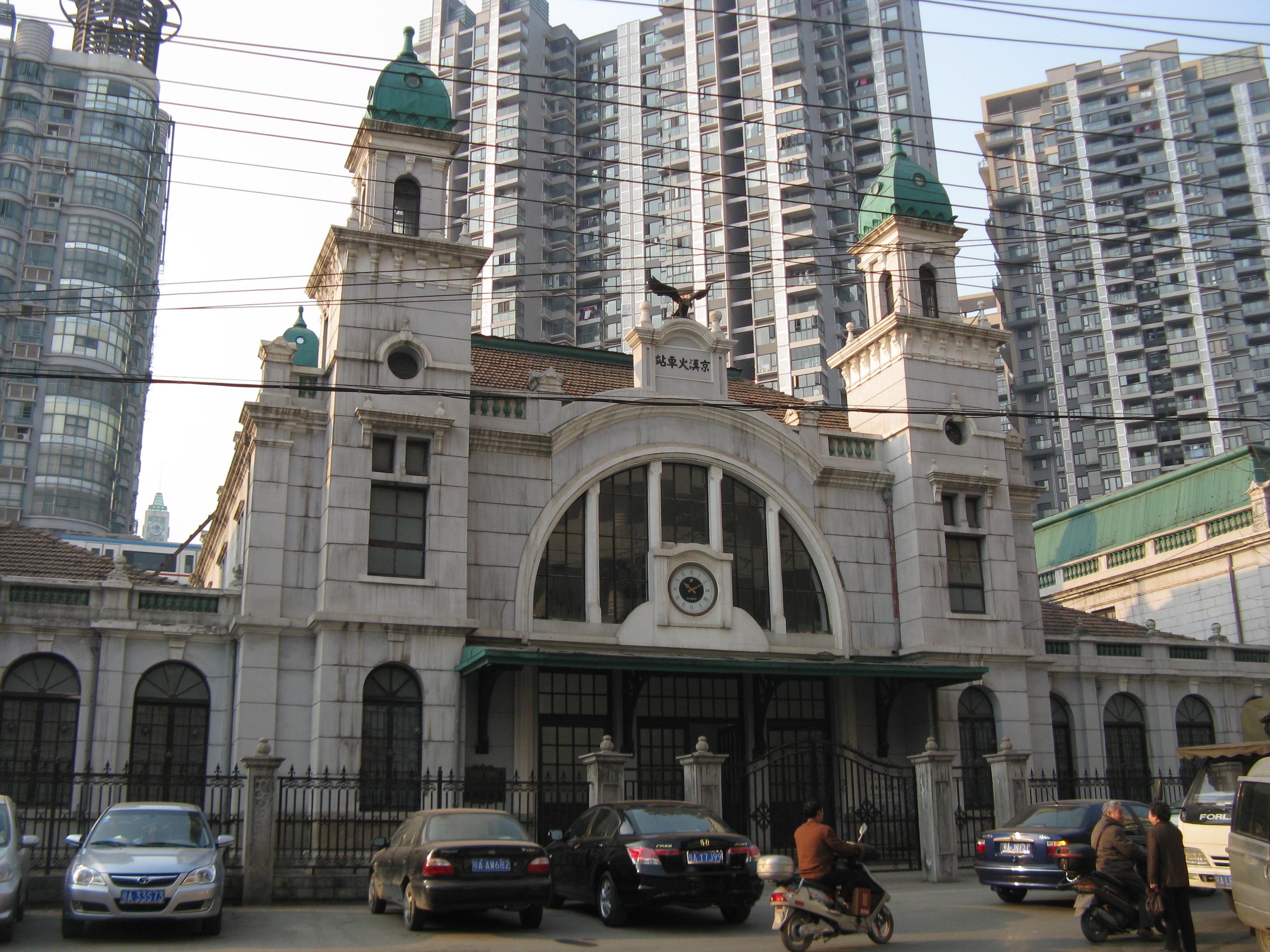
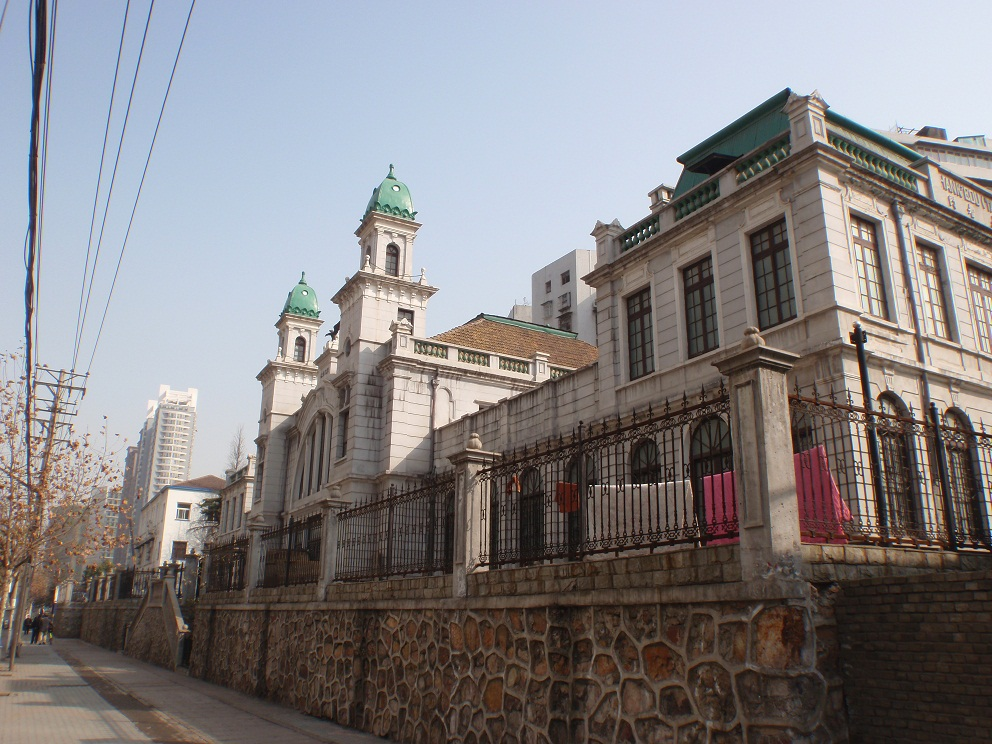
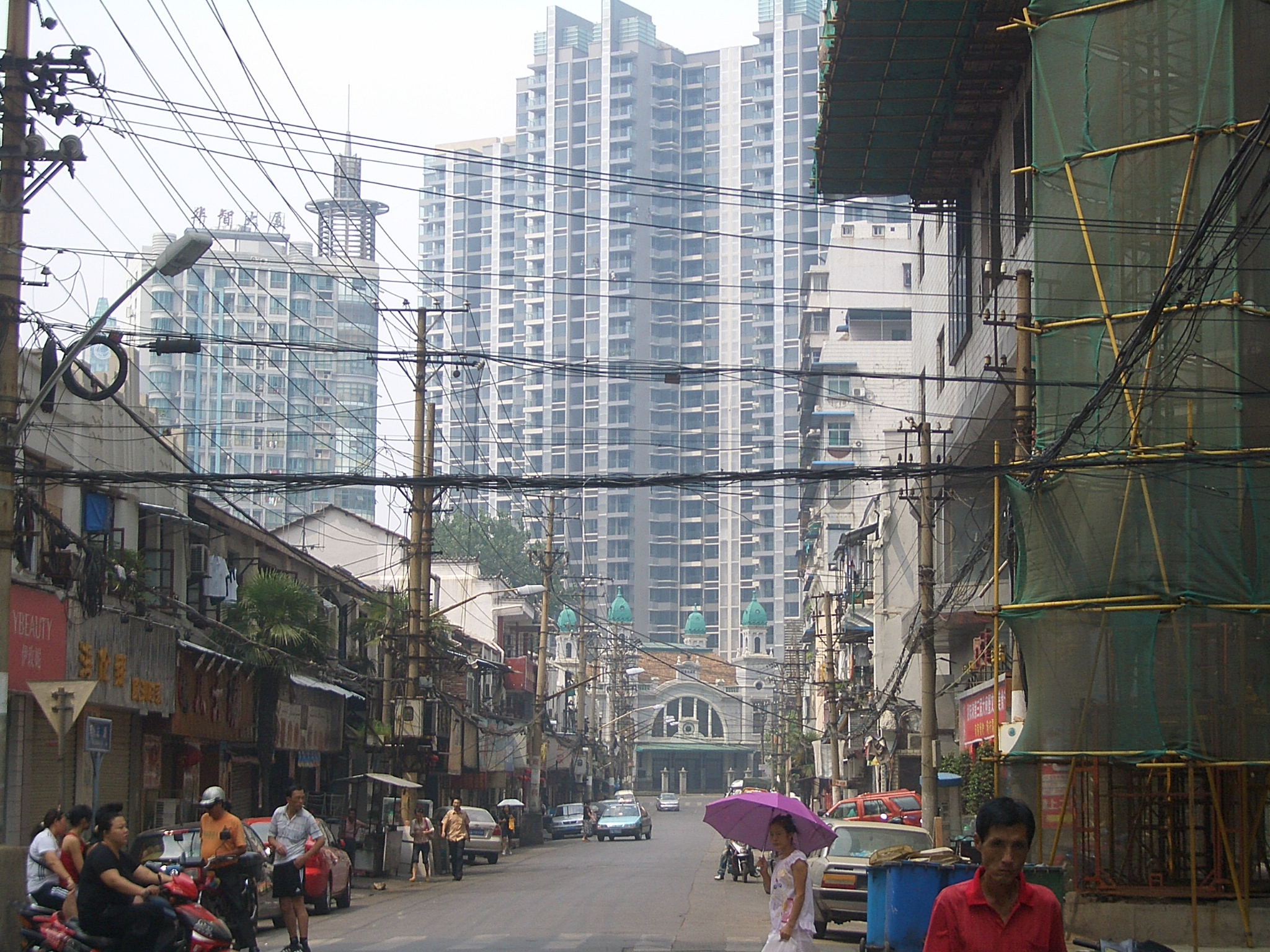
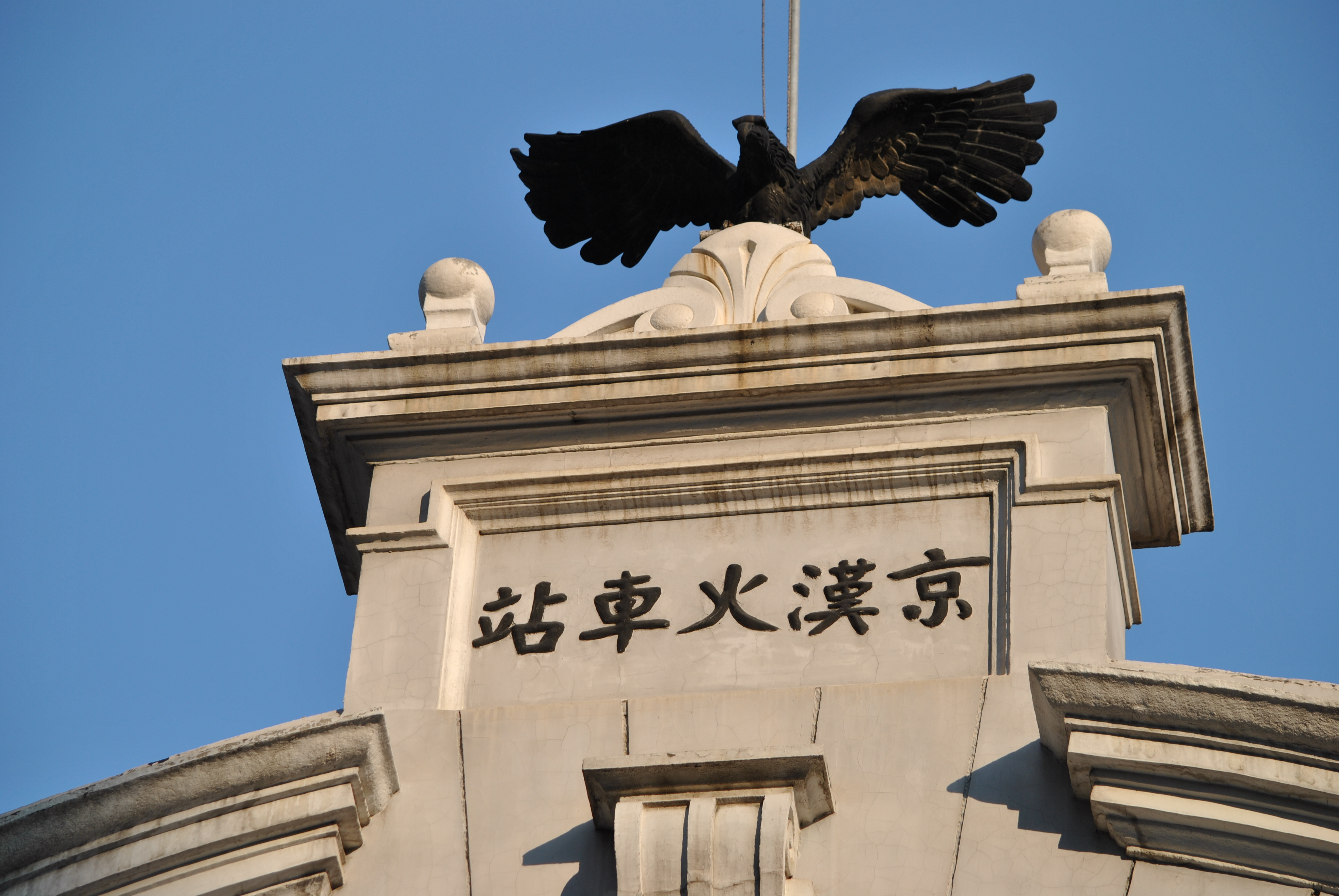
大智门火车站顶上有只鹰，汉口火车站翻修时虽然预留了这只鹰的位置，却没有安装
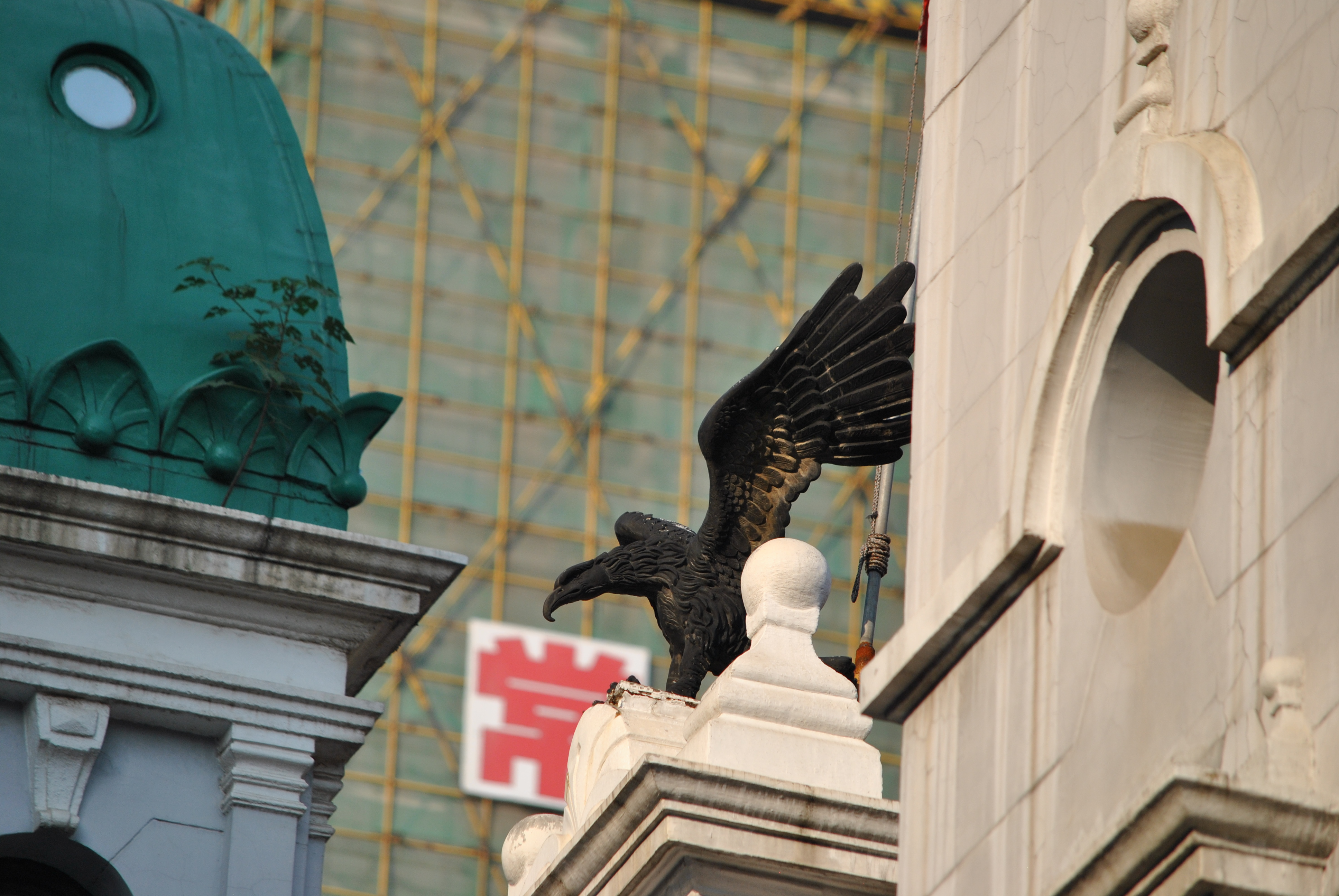
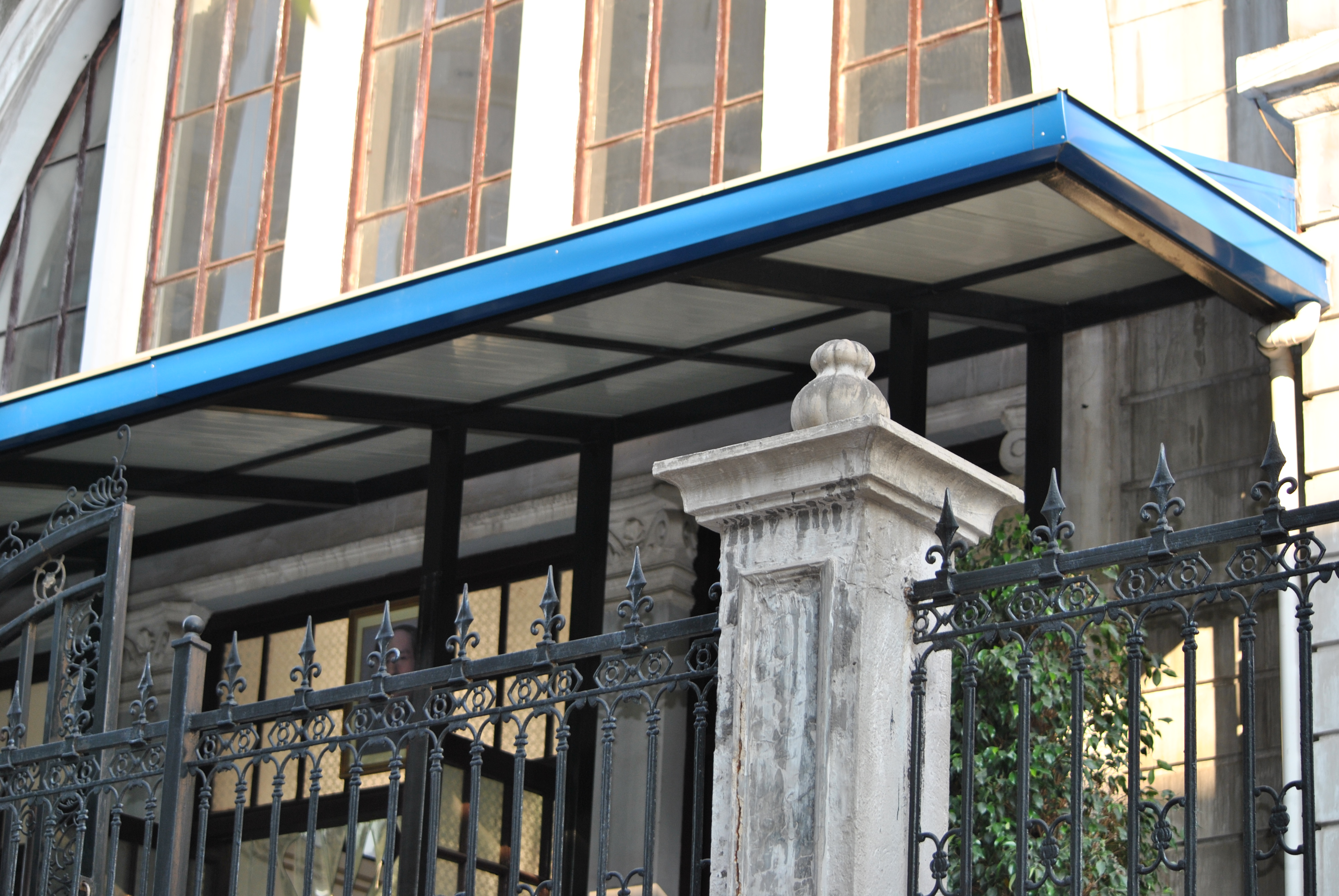
被挪用为办公室后中森华集团安装在建筑物上的蓝色铁皮雨棚，现已拆除。另外在正门入门处悬挂了毛泽东画像
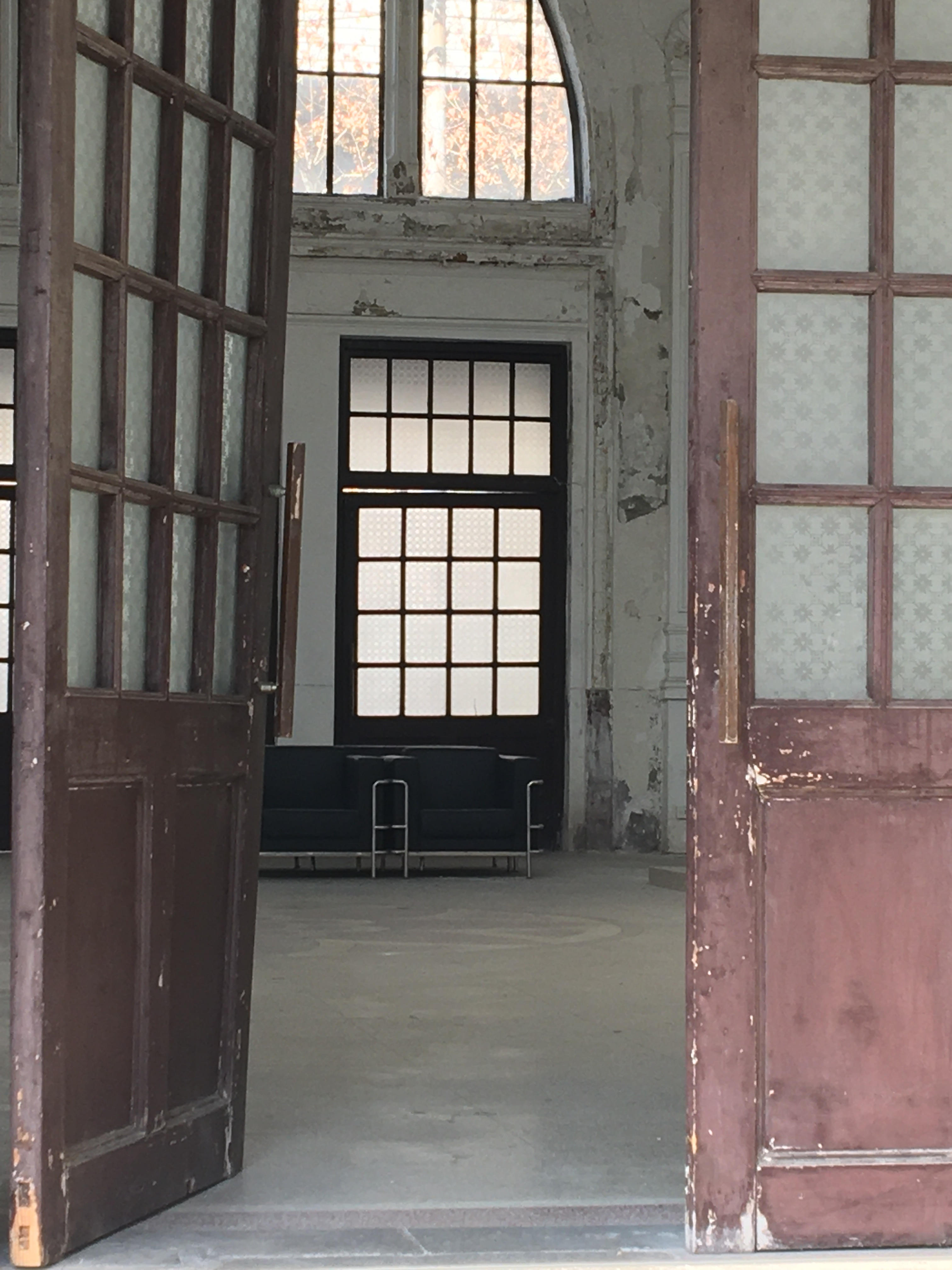
大智门火车站内部

## 建筑保护
1992年12月16日，旧车站站房以“大智门火车站候车厅”之名被湖北省人民政府列为第三批湖北省文物保护单位。2001年6月25日，旧车站站房以“大智门火车站”之名被中华人民共和国国务院列入第五批全国重点文物保护单位。
站房作为文物的保护范围：大智门火车站及周围一定范围。四至：东南面至京汉街，西北面至京汉大道规划红线，东北、西南面分别至候车厅大楼东北、西南各20米。。
站房作为文物的建设控制地带：以保护范围四至为界，东北面向外延伸50米，西南面向外延伸至大智路规划红线，东南面向外延伸40米并向车站路北端两侧各延伸30米，西北面与保护范围边界重合。